# Órale
Órale es una interjección castellana común en español mexicano. También se usa generalmente en los Estados Unidos como una exclamación que expresa aprobación o ánimo. El término tiene varias connotaciones, incluyendo una afirmación sobre algo impresionante, un acuerdo con una declaración (semejante a "vale") o aflicción. El origen de la palabra es un acortamiento de "ahora", con el sufijo añadido “-le”, el cual carece de significado o sentido, como, por ejemplo, en “épale” (más usado en España) o “ándale” (más usado en Hispanoamérica).

## En medios de comunicación y cultura pop
- En los episodios de Bart en Los Simpson.
- Como saludo, la palabra fue utilizada por Cheech Marin en su película de 1987 Born in East L.A., diciendo "Órale vato, ¡wassápenin!", significando "Todo bien tío, ¿cómo va la cosa?", una frase popular utilizada por americanos mexicanos quiénes han tomado la palabra gitana vato, que significa "hombre".
- Como jerga por Edward James Olmos en la película "Con ganas de triunfar".
- La frase se popularizó en lucha libre profesional por Konnan y posteriormente por Eddie Guerrero.
- "Óoorale!" es el nombre de una popular revista de chismes mexicana, que cuenta con contenido y fotografías pornográficas.[3]
- El álbum de Beck en 1996, Odelay, es una adaptación fonética de "órale".
- El cómico Gabriel Iglesias usa este término frecuentemente, en referencia a su procedencia mexicana.
- Se suele decir a menudo en la película de 1992 American Me.
- Se suele usar en el videojuego de 1998 Grim Fandango.
- Se suele usar en el videojuego de 2013 Guacamelee!.
- Órale es el nombre del séptimo álbum nominado al Grammy de Mariachi Divas de Cindy Shea.
- En la saga Hijos de la anarquía, "órale" se suele usar por Byz Lats durante conversaciones.
- En el programa de televisión El Mañanero, Víctor Trujillo (en su papel de Brozo) decía esta palabra al mandar a cortes comerciales.